# موسيقى شعبية إيطالية

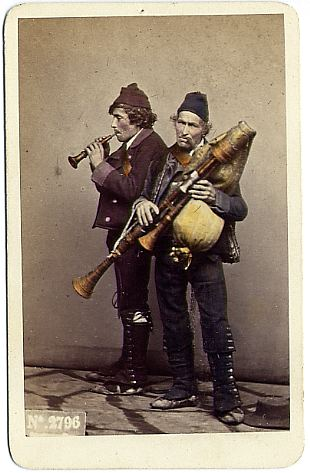

الموسيقى الإيطالية الشعبية ذات تاريخ قديم و معقد. تم توحيد البلاد في وقت متأخر جداً لذلك توجد فيه مئات الثقافات المنفصلة غير المتجانسة نسبياً بالمقارنة مع العديد من البلدان الأوروبية الأخرى. علاوة على ذلك موسيقى الفولك الإيطالية تعكس موقع إيطاليا الجغرافي في جنوب أوروبا وفي وسط البحر الأبيض المتوسط حيث يمكن مشاهدة التأثيرات العربية و الأفريقية و السلتية و الفارسية و البندقية و الغجرية و السلافية واضحة في الأنماط الموسيقية في المناطق الإيطالية. سمحت الجغرافيا الإيطالية و الهيمنة التاريخية للدول المدن بوجود أنماط موسيقية متنوعة تتعايش على مقربة من بضعها البعض.